# Dilemme du dîner
En théorie des jeux, le dilemme du convive sans scrupule (ou simplement le dilemme du dîner) est un dilemme du prisonnier à  N-joueur . La situation imaginée est que plusieurs personnes vont manger et, avant de commander, elles acceptent de partager les coûts à parts égales. Chaque convive doit maintenant choisir de commander le plat coûteux ou bon marché. Il est présupposé que le plat le plus coûteux est meilleur que le moins cher, mais pas assez pour justifier de payer la différence lorsque vous mangez seul. Chaque convive justifie le fait que, en commandant le plat plus onéreux, le coût supplémentaire de leur note sera minime et que, par conséquent, le meilleur dîner en vaut la peine. Cependant, tous les convives ayant réfléchi, ils finissent par payer chacun pour le plat le plus cher, ce qui, par hypothèse, est pire que si chacun avait commandé le moins cher.

## Définition formelle et analyse d'équilibre
Soit a la joie de manger un repas cher, b la joie de manger un repas pas cher, k est le coût du repas cher, l le coût du repas pas cher et n le nombre de joueurs. De la description ci-dessus, nous avons l'inégalité suivante {\displaystyle k-l>a-b} . De plus, afin de rendre le jeu suffisamment similaire au dilemme du prisonnier, nous supposons que quelqu'un préférerait commander le repas onéreux, étant donné que les autres aideront à en assumer le coût, {\displaystyle a-{\frac {1}{n}}k>b-{\frac {1}{n}}l}
Considérons un ensemble arbitraire de stratégies par l'adversaire d'un joueur. Soit x le coût total des repas des autres joueurs. Le coût de la commande du repas pas cher est de {\displaystyle {\frac {1}{n}}x+{\frac {1}{n}}l} et le coût de la commande du repas cher est {\displaystyle {\frac {1}{n}}x+{\frac {1}{n}}k} . Donc, les bénéfices pour chaque repas sont {\displaystyle a-{\frac {1}{n}}x-{\frac {1}{n}}k} pour le repas cher et {\displaystyle b-{\frac {1}{n}}x-{\frac {1}{n}}l} pour le repas moins cher. Par hypothèse, l'utilité de commander le repas cher est plus grande. Rappelez-vous que le choix des stratégies des adversaires était arbitraire et que la situation était symétrique. Cela prouve que le repas onéreux est strictement dominant et donc l'unique équilibre de Nash . 
Si tout le monde commande le repas cher, tous les clients paient k et l’utilité de chaque joueur est {\displaystyle a-k} . D'autre part, si tous les individus avaient commandé le repas pas cher, l'utilité de chaque joueur aurait été {\displaystyle b-l} . Depuis par hypothèse {\displaystyle b-l>a-k}, tout le monde serait mieux loti. Cela démontre la similitude entre le dilemme du dîneur et le dilemme du prisonnier. À l'instar du dilemme du prisonnier, la situation de chacun est pire en jouant le même équilibre qu'elle ne l'aurait été si chacun d'entre eux avait poursuivi une autre stratégie.

## Preuve expérimentale
Gneezy, Haruvy et Yafe (2004) ont testé ces résultats dans le cadre d'une expérience sur le terrain. Les groupes de six convives sont confrontés à différents arrangements de facturation. Dans un cas, les convives paient individuellement, dans le deuxième cas, ils partagent la facture de manière égale entre eux et dans le troisième, le repas est entièrement à la charge de l'expérimentateur. Comme prévu, la consommation est la plus faible lorsque le paiement est effectué individuellement, la plus importante lorsque le repas est gratuit et entre les deux pour une répartition égale. Dans un quatrième arrangement, chaque participant ne paie qu'un sixième de son repas individuel et l'expérimentateur paie le reste, pour tenir compte d'éventuels désintéressements et considérations sociales. Il n'y avait pas de différence entre la quantité consommée par ces groupes et ceux partageant équitablement le coût total du repas. Comme le coût privé de la consommation accrue est le même pour les deux traitements, mais que la scission du coût impose un fardeau aux autres membres du groupe, cela indique que les participants n'ont pas tenu compte du bien-être des autres lors de leurs choix. Cela contraste avec un grand nombre d'expériences de laboratoire où les sujets sont confrontés à des choix analytiquement similaires mais où le contexte est plus abstrait. 